# مسابقة الأغنية الأوروبية 1973
كانت مسابقة الأغنية الأوروبية عام 1973 هي النسخة الثامنة عشر من مسابقة الأغنية الأوروبية السنوية . أقيمت في مدينة لوكسمبورغ ، لوكسمبورغ ، بعد فوز البلاد في مسابقة عام 1972 بأغنية " Après toi " لفيكي لياندروس . نظمت المسابقة من قبل اتحاد البث الأوروبي (EBU) والمذيع المضيف Compagnie Luxembourgeoise de Télédiffusion(CLT) ، وقد أقيمت المسابقة في المسرح الكبير يوم السبت 7 أبريل 1973 واستضافتها مقدمة البرامج التلفزيونية الألمانية هيلجا جيتون .
وشاركت 17 دولة في المسابقة هذا العام ، وقررت النمسا ومالطا عدم المشاركة ، فيما تنافست إسرائيل للمرة الأولى.
في انتصار متتالي ، فازت لوكسمبورغ بالمسابقة مرة أخرى بأغنية " Tu te Recnaîtras " لآن ماري ديفيد . كان التصويت متقاربًا للغاية ، حيث أنهت إسبانيا بفارق 4 نقاط فقط عن " Eres tú " لموسادادس والمملكة المتحدة بـ " Power to All Our Friends " لكليف ريتشارد (الذي احتل المركز الثاني في عام 1968خلف إسبانيا مباشرة) نقطتان أخريان متأخرتان. سجلت الأغنية الفائزة أعلى نتيجة على الإطلاق في يوروفيجن تحت أي صيغة تصويت حتى عام 1975 ، مسجلة 129 نقطة من 160 ممكنًا ، وهو ما يمثل حوالي 81٪ من الحد الأقصى الممكن. كان هذا جزئيًا بسبب نظام التسجيل الذي يضمن لجميع البلدان نقطتين على الأقل من كل دولة.